# Crüwell-Haus (Bielefeld)

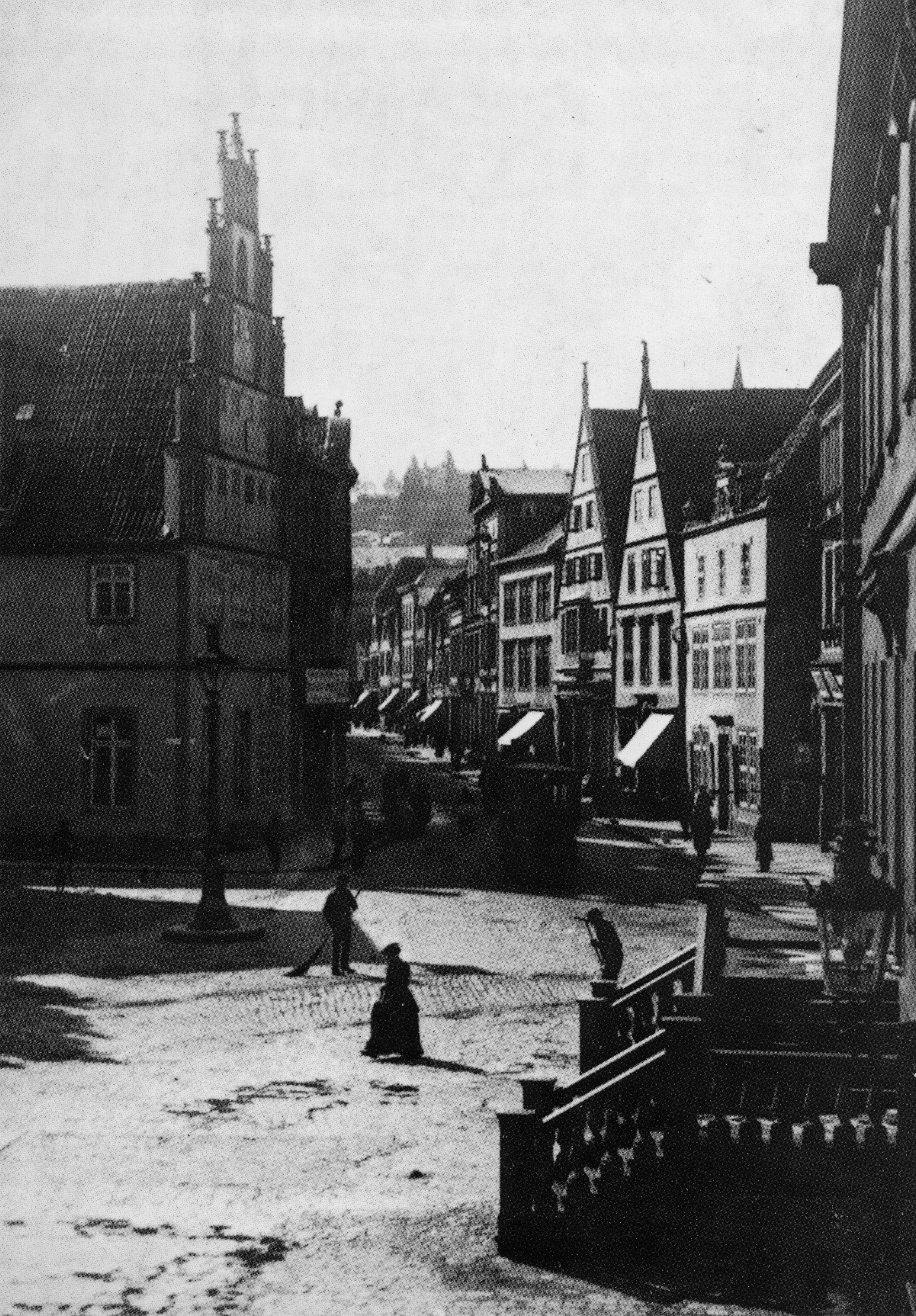
Blick in die Obernstraße vom Alten Markt aus (vor 1900). Die Fassade des Crüwell-Hauses (ganz links) ist noch mit einem hellen Putz versehen.

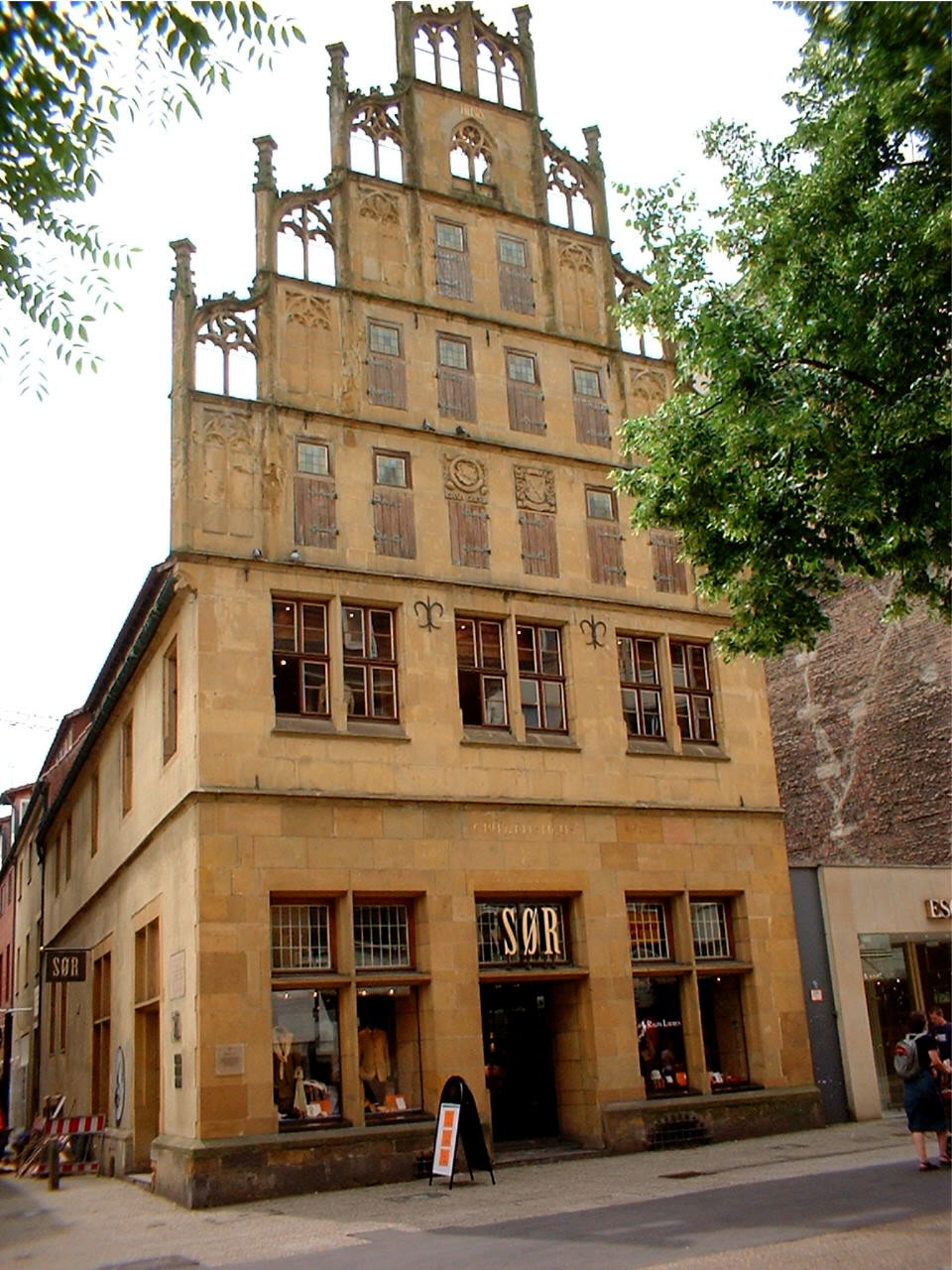
Das Crüwell-Haus am Alten Markt vor den Restaurierungsmaßnahmen

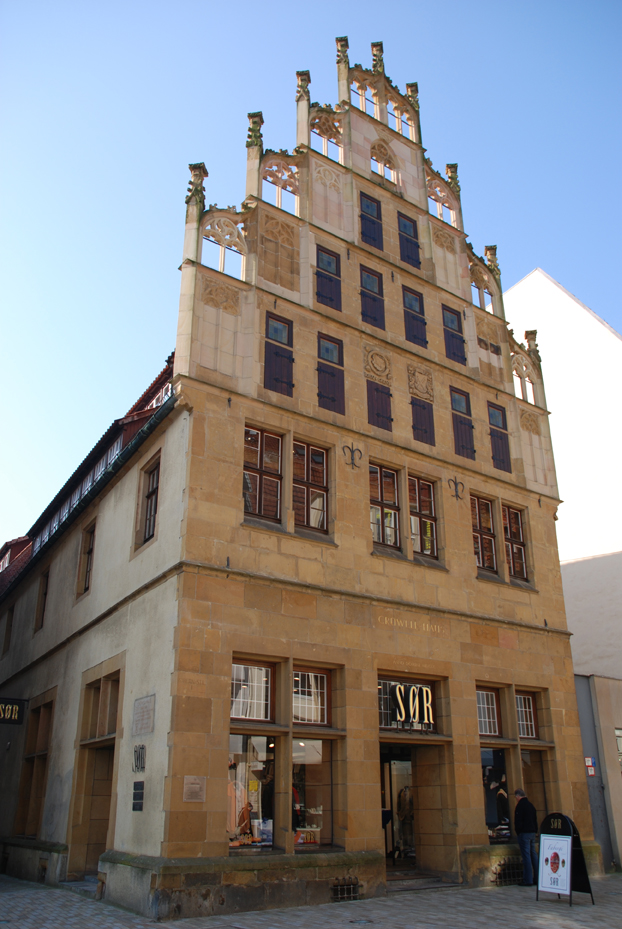
Das Crüwell-Haus in Bielefeld nach der Restaurierung von 2005: Deutlich sind die erneuerten Sandsteinpartien an ihrer helleren Farbe zu erkennen

Das Crüwell-Haus ist ein aus der Spätgotik stammendes Bürgerhaus in Bielefeld im Stadtbezirk Mitte. Es wurde um 1530 errichtet.

## Lage
Das Crüwell-Haus befindet sich in der Bielefelder Innenstadt in unmittelbarer Nähe des Alten Marktes. Es markiert den Beginn der Obernstraße und trägt die Hausnummer 1. Im Mittelalter war die Obernstraße – neben der ebenfalls vom Markt ausgehenden Niedernstraße – die Hauptverkehrsader der Altstadt. Hier wohnten vor allem wohlhabende Bürger und Kaufleute. An der Südseite des Crüwell-Hauses verläuft eine schmale Gasse, die zur Welle führende Piggenstraße.

## Geschichte

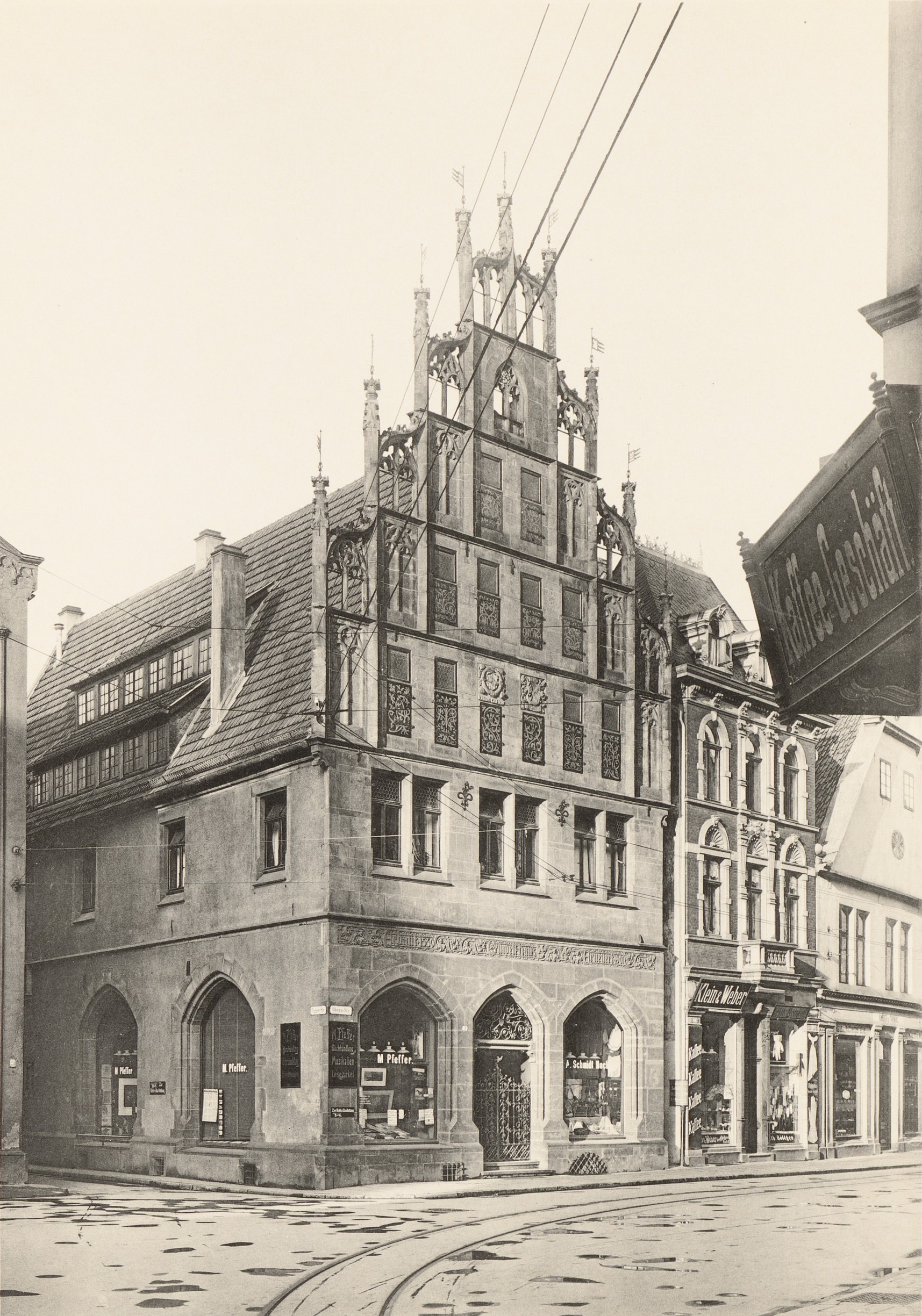
Crüwell-Haus (1906) mit sichtbarer Straßenbahn-Oberleitung

Der Erbauer des Hauses war vermutlich ein gewisser „Johan Crevin“ (oder Grevin[g]), dessen Name auf einem Wappen im unteren Teil des Giebels zu finden ist. Über ihn ist jedoch nichts bekannt. Die heutige Bezeichnung des Gebäudes geht auf die Familie Crüwell zurück, die es 1813 für 2570 Gold-Taler erwarb und darin eine Rauchtabakfabrik einrichtete. Der Überlieferung nach soll Johann Georg Crüwell, ein Vorfahr der heutigen Eigentümer, bereits 1705 in dem Haus seiner Schwiegereltern (früher Obernstraße Nr. 6, heute Nr. 12) Rolltabak hergestellt haben. 1826 wurde im Crüwell-Haus ein durch zwei Pferde angetriebenes Göpelwerk installiert, das zum Schneiden von Rauchtabak und zum Mahlen von Schnupftabak diente.  1983 wurde die Tabakfabrikation schließlich wegen mangelnder Rentabilität eingestellt; allerdings existiert in einem Nebengebäude an der Piggenstraße noch ein Rauchtabakfachgeschäft, das 1985 eröffnet wurde. Das Crüwell-Haus befindet sich bis heute im Besitz von Nachkommen der Familie Crüwell.

## Baugeschichte
Das Crüwell-Haus wurde um 1530 errichtet. Die Datierung bezieht sich auf eine Inschrift, die sich früher an einer Säule im Keller des Hauses befunden haben soll. Der Giebel wird daher erst nach 1530 entstanden sein. 1901 wurde das Gebäude erneuert und das Erdgeschoss mit großen Schaufenstern versehen, die in flachen Spitzbögen endeten. Ein seinerzeit oberhalb der Fensterzone angebrachter Fries wies auf die Renovierungsmaßnahmen hin. Im Laufe der Jahre wurde das Anwesen durch Grundstücksankäufe erheblich vergrößert und der Gebäudekomplex bis zur Welle hin ausgedehnt. An der Ecke Welle/Goldstraße errichtete der Architekt Paul Griesser 1936 einen Erweiterungsbau im Stil der Neuen Sachlichkeit.
Bereits am 13. Juni 1941 wurde das Crüwell-Haus bei einem Bombenangriff stark in Mitleidenschaft gezogen. Bei dem verheerenden Fliegerangriff vom 30. September 1944, der große Teile der Stadt in Schutt und Asche legte, brannte der Bau bis auf die Umfassungsmauern aus. Der Wiederaufbau erfolgte 1948/49 unter der Leitung von Paul Griesser. Dabei wurde das Erdgeschoss erneut verändert, der Fries entfernt und die Kreuzstockfenster eingesetzt. Die jetzige Gestaltung des Ladenlokals geht auf das Jahr 1965 zurück.
Der Giebel wurde zuletzt im Jahre 2005 unter Beteiligung der Deutschen Stiftung Denkmalschutz restauriert. Damals musste ein großer Teil des stark verwitterten Sandsteins erneuert werden.

## Baubeschreibung
Beim Crüwell-Haus handelt es sich um einen zweigeschossigen Massivbau mit vierteiligem Stufengiebel mit Maßwerkbekrönung. Der sich über einem niedrigen Sockel erhebende Baukörper wird durch ein Satteldach abgeschlossen, das mit roten Hohlpfannen gedeckt ist. Die heute unverputzte, dreiachsige Straßenfassade besteht aus sorgfältig behauenen Sandsteinquadern. Das hohe Erdgeschoss, das früher vermutlich eine Diele enthielt, wird von dem deutlich niedrigeren Obergeschoss durch ein schmales Gesims getrennt. Das Erdgeschoss ist mit zwei großen (nicht ursprünglichen) Kreuzstockfenstern versehen, die im unteren Teil als Schaufenster gestaltet sind. In der Mittelachse ist der rechteckige Durchgang angeordnet, der in eine kleine Passage führt. Im Obergeschoss sind insgesamt sechs paarweise angeordnete Fenster eingebrochen, zwischen denen sich Maueranker befinden.
Der Giebel besteht aus insgesamt drei Speichergeschossen, in die hochrechteckige Öffnungen eingeschnitten sind. Diese sind in ihrem oberen Teil verglast, im unteren Teil hingegen durch hölzerne Klappen verschlossen. Im untersten Giebelfeld sind anstelle zweier Glasscheiben in den mittleren Fensterachsen zwei Wappen angebracht, von denen das linke einen Bären und die Inschrift „JOHAN GREVIN“ zeigt. Rechts erkennt man das Wappen der Familie Crüwell mit dem Namen des Firmenchefs Arnold Crüwell (1847–1935) darunter, der die Geschicke des Unternehmens von 1867 bis 1935 leitete. Es wurde wohl im Rahmen der Renovierung des Gebäudes im Jahre 1901 hinzugefügt.
Das vierte Giebelgeschoss befindet sich bereits oberhalb des Dachfirstes und weist ein durchbrochenes Maßwerkfenster auf. Die einzelnen Speichergeschosse werden beiderseits von maßwerkverzierten Blenden eingefasst. Durchbrochenes, mit Fischblasen verziertes Maßwerk findet sich auch auf den einzelnen Staffeln, deren Außenkanten mit schräg gestellten, krabbenbesetzten Fialen besetzt sind, die von Kreuzblumen bekrönt werden.

## Sonstiges
Im Treppenhaus an der Piggenstraße und in einem Verkaufsraum sind etwa 7000 historische Delfter Kacheln aus dem 16. bis 18. Jahrhundert angebracht, die aus der Sammlung des Kaufmanns Richard Mitzlaff-Crüwell stammen. Es handelt sich wohl um die größte Sammlung dieser Art in Nordwestdeutschland. Da das Treppenhaus mit einer Glastür versehen ist, kann man einen Teil der Kacheln von außen einsehen.

## Vorbilder

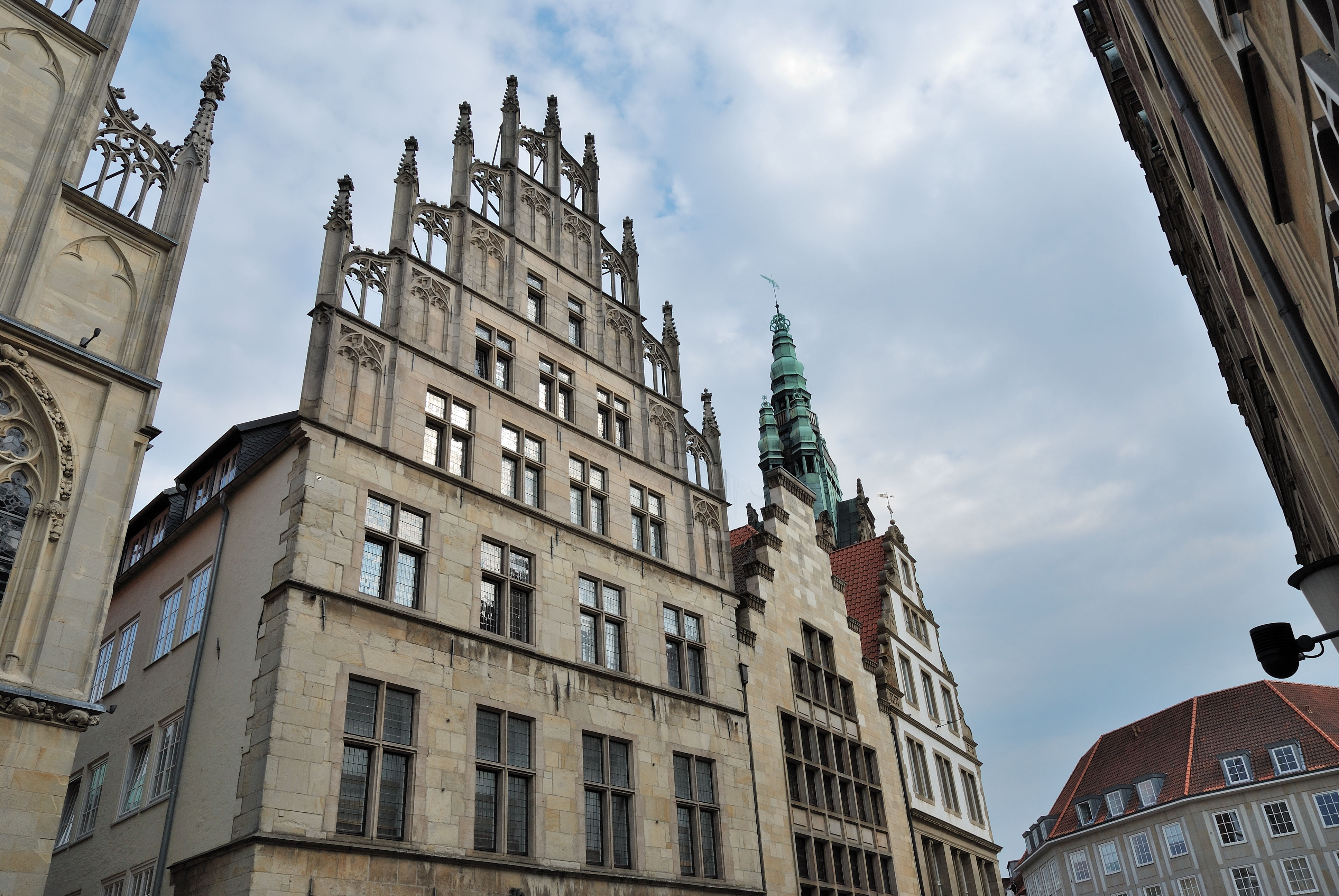
Eines der Vorbilder für das Bielefelder Crüwell-Haus: Prinzipalmarkt 11 in Münster (links), erbaut um 1490.

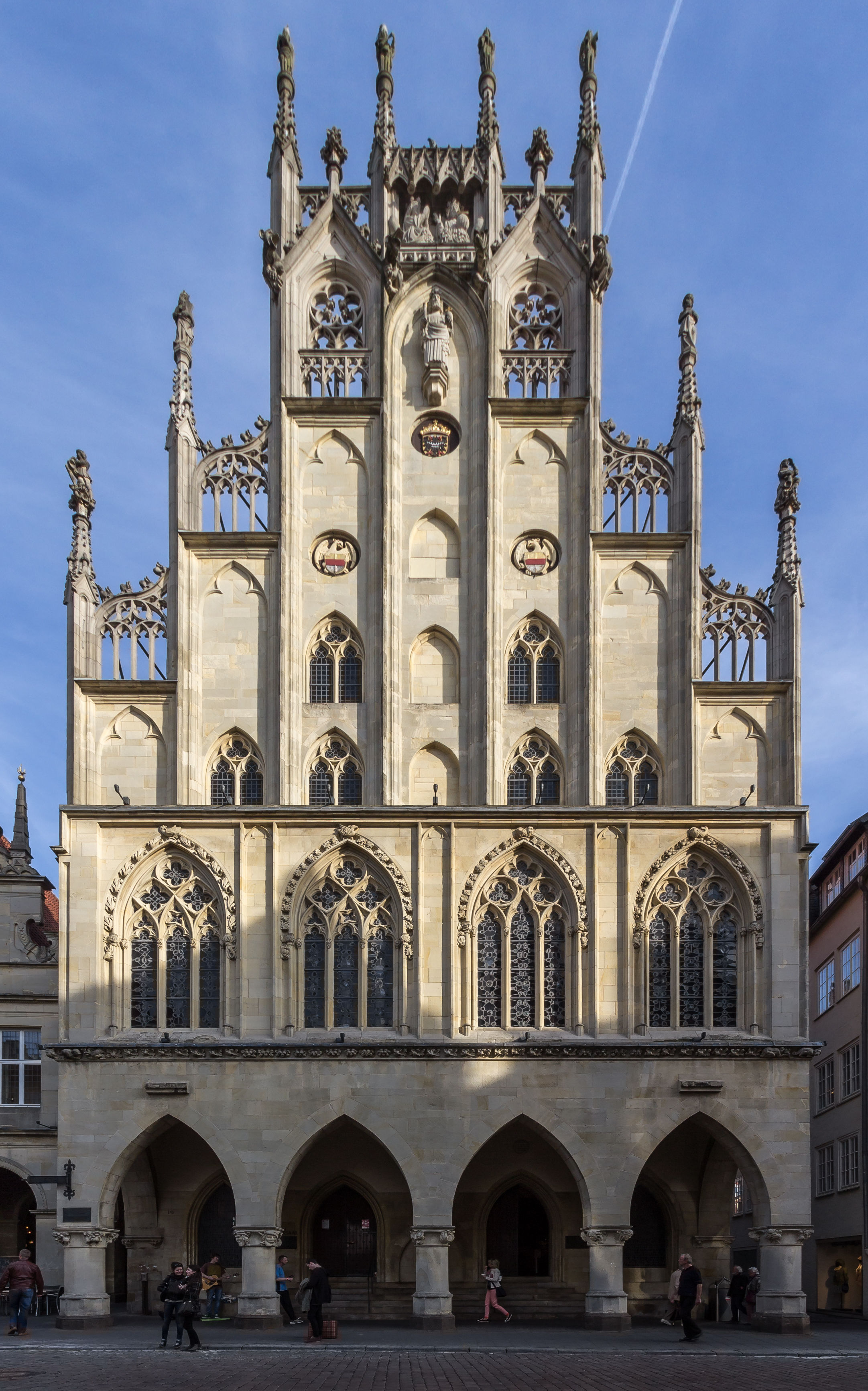
Kein direktes Vorbild für das Crüwell-Haus: Der Giebel des historischen Rathauses in Münster weist eine völlig andere Gliederung auf.

Vorbilder für das Crüwell-Haus dürften die gotischen Bürgerhäuser am Prinzipalmarkt und am Roggenmarkt in Münster gewesen sein, die allerdings zum Teil deutlich früher entstanden. Das immer wieder im Zusammenhang mit dem Crüwellhaus genannte Rathaus zu Münster scheidet als Vorbild jedoch aus, da dessen Fassade gänzlich anders aufgebaut ist. So verfügt es im Obergeschoss über vier große Maßwerkfenster und der Giebel weist eine vertikale Gliederung auf, während das Crüwellhaus durch Gesimse horizontal gegliedert ist. Der Giebelabschluss des Rathauses ist zudem wesentlich reicher dekoriert.

## Nachfolgebauten
Das ab 1538 erbaute und 1820/21 völlig umgebaute Bielefelder Rathaus am Alten Markt verfügte einst über eine ähnliche Schaufassade wie das Crüwellhaus. Die Fialen waren jedoch als gedrehte Säulen gestaltet, die an ihrem oberen Ende mit Figuren besetzt waren. In Ostwestfalen-Lippe existieren heute noch zwei weitere Bürgerhäuser, die teilweise Crüwell-Haus genannt werden und mit spätgotischen Stufengiebeln versehen sind: Das 1538 datierte Bürgermeisterhaus (Höckerstraße 4) in Herford und das Haus Wippermann in Lemgo (Kramerstraße 2), das allerdings erst 1576 entstand, als sich die Renaissance längst durchgesetzt hatte.

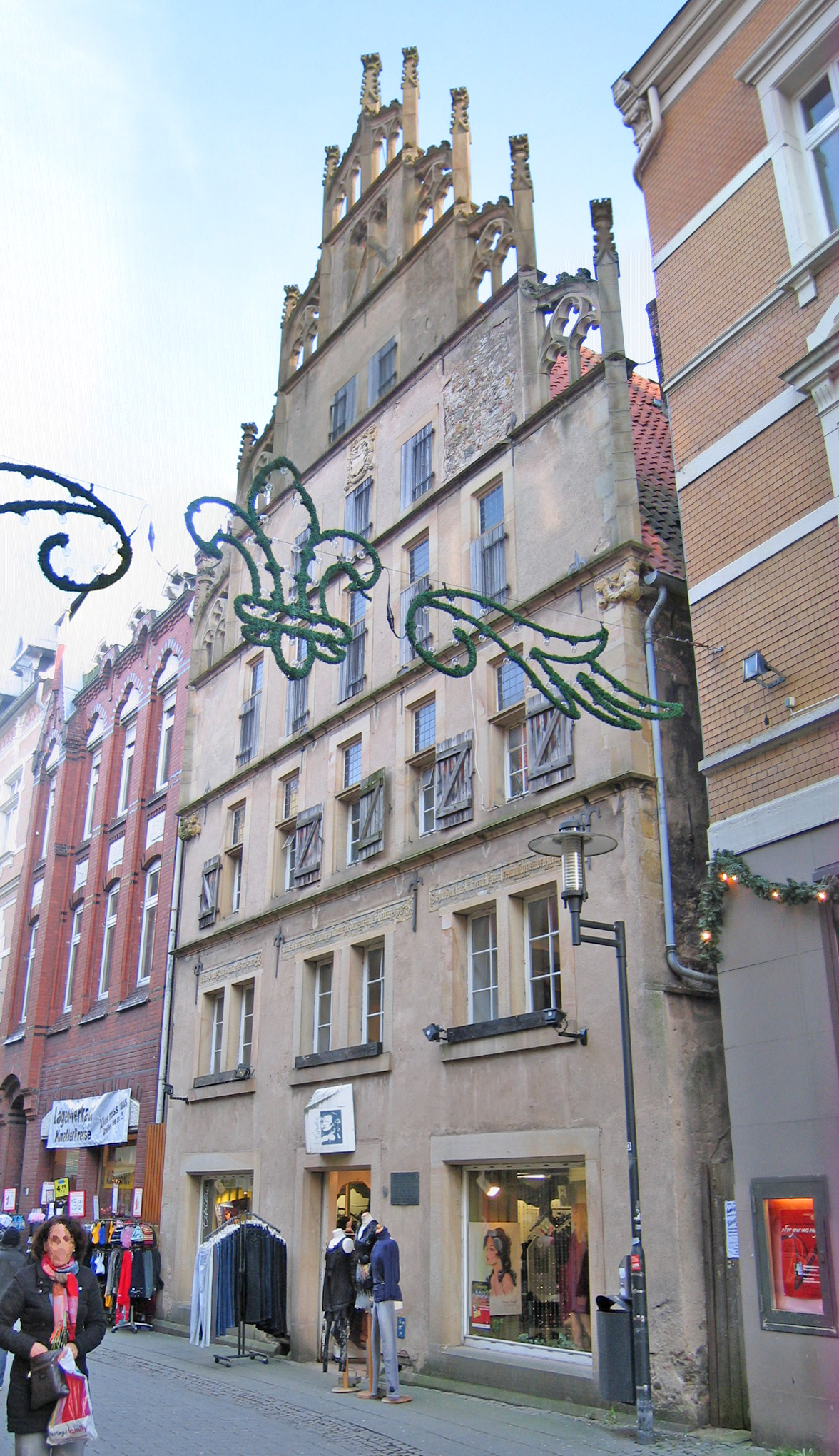
Herford, Höckerstraße 4, Ansicht von Südwesten

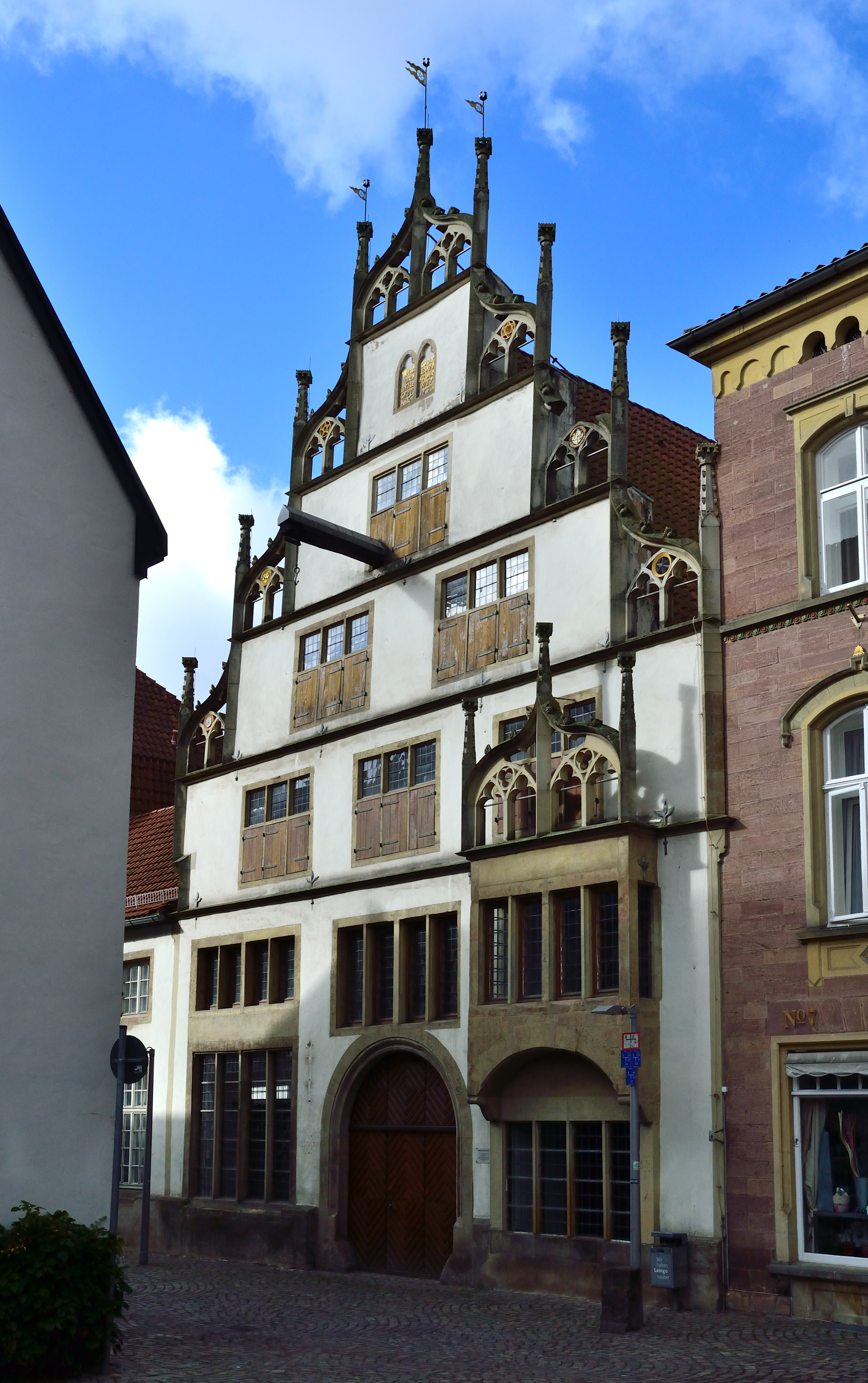
Lemgo – Kramerstraße 5 (Wippermannsches Haus) (5)

Das Crüwell-Haus gehört zu den bekanntesten und bedeutendsten historischen Gebäuden Bielefelds. Bei einer Leser-Umfrage der Neuen Westfälischen wurde es 2011 zum schönsten Bauwerk der Stadt gewählt.